# جائزة غفن
جائزة غفن (العبرية: פרס גפן) (نقحرة: برس جيفين) جائزة أدبية إسرائيلية سنوية .